# Eli Iserbyt
Eli Iserbyt (* 22. Oktober 1997 in Bavikhove) ist ein belgischer Cyclocrossfahrer.

## Werdegang
Iserbyt begann im Alter von 11 Jahren mit Querfeldeinrennen und gewann in der Jugend mehrmals die belgischen Meisterschaften seiner Altersklasse. In der Saison 2014/2015, seinem zweiten Jahr als Junior, setzte er sich international durch, gewann im Weltcup wie im Superprestige eine Reihe von Rennen, war Europameister und Vizeweltmeister. Bereits in seinem ersten Jahr in der U23, 2015/2016, war er auch dort der bestimmende Fahrer; er wurde Weltmeister und Gesamtsieger im Weltcup und Superprestige. In dieser Zeit fuhr er zunächst für das Nachwuchsteam und anschließend das Profiteam von Telenet-Fidea, unterzeichnete aber ab Juni 2016 einen Fünf-Jahres-Vertrag bei der Mannschaft Marlux-Napoleon Games (heute Pauwels Sauzen-Bingoal). In den folgenden Jahren war Iserbyt konstant einer der besten U23-Fahrer, insbesondere wurde er 2018 erneut Weltmeister dieser Kategorie.
Ab der Saison 2019/2020 fuhr Iserbyt altersbedingt in der Elite. Er gewann prompt die drei ersten Rennen des UCI-Weltcups, verpasste aber den Gesamtsieg infolge des Rennens in Namur, wo er mit Unterkühlung ausschied. In den folgenden Jahren avancierte er zu einem der erfolgreichsten Cyclocrossfahrer: Bis einschließlich 2024/2025 gewann er in jeder Saison mindestens eine der drei großen Wertungen (Weltcup, Superprestige, Trofee); im Weltcup haben nur Sven Nys und Mathieu van der Poel mehr Rennen als Iserbyt gewonnen. Neben den Klassementscrossen gehörten die Siege bei der Europameisterschaft 2020 und der belgische Meistertitel 2024 zu seinen größten Erfolgen. Er profitierte dabei nicht zuletzt von der Tatsache, dass die Serien-Weltmeister Mathieu van der Poel und Wout van Aert ihr Engagement im Cyclocross reduziert hatten; diese zu schlagen bezeichnete Iserbyt Ende 2023 gar als „utopisch“. Bei den Weltmeisterschaften 2022 konnte er die Abwesenheit der beiden nicht nutzen und kam auf den dritten Rang. Im Jahr darauf erzielte er hinter dem Duo denselben Platz.
Im Herbst 2024 beschädigte Iserbyt bei einer Auseinandersetzung mit seinem Konkurrenten Ryan Kamp mutwillig dessen Rad und wurde für drei Rennen gesperrt. Mit einem Sieg beim Scheldecross innerhalb des Weltcups kehrte er nach einem Monat in die Erfolgsspur zurück. Nachdem seine Leistungen in der zweiten Saisonhälfte nachgelassen hatten, wurde eine Verengung der Leistenschlagader als Ursache ausgemacht, die er operativ behandeln ließ.
Außerhalb der Cross-Saison nahm Iserbyt gelegentlich an Straßenrennen teil. 2018 gewann er die Nachwuchswertung der Boucles de la Mayenne.

## Erfolge

### Cyclocross
2013/2014
- Belgischer Meister (Junioren)

2014/2015
- Belgischer Meister (Junioren)
- Europameister (Junioren)
- Weltmeisterschaft (Junioren)
- Weltcup (Junioren) – Gesamtwertung / Valkenburg, Zolder, Hoogerheide

2015/2016
- Weltmeister (U23)
- Europameisterschaft (U23)
- Weltcup (U23) – Gesamtwertung / Koksijde, Namur, Lignières
- Superprestige (U23) – Gesamtwertung

2016/2017
- Weltcup (U23) – Fiuggi
- Superprestige (U23) – Gavere
- DVV Trofee (U23) – Gesamtwertung

2017/2018
- Weltmeister (U23)
- Europameister (U23)
- Weltcup (U23) – Zeven, Hoogerheide
- DVV Trofee (U23) – Gesamtwertung

2018/2019
- Weltcup (U23) – Bern, Zolder, Hoogerheide
- Europameisterschaft (U23)
- Weltmeisterschaft (U23)

2019/2020
- Europameisterschaft
- Weltcup – Iowa City, Waterloo, Bern, Nommay
- Superprestige – Gieten, Gavere
- DVV Trofee – Gesamtwertung / Oudenaarde

2020/2021
- Europameister
- Superprestige – Ruddervoorde, Boom
- X²O Trofee – Gesamtwertung / Oudenaarde, Kortrijk

2021/2022
- Weltmeisterschaft
- Weltcup – Gesamtwertung / Waterloo, Iowa City, Overijse, Koksijde, Besançon, Flamanville, Hoogerheide
- Superprestige – Gesamtwertung / Ruddervoorde, Niel, Merksplas
- X²O Trofee – Oudenaarde

2022/2023
- Weltmeisterschaft
- Weltcup – Waterloo, Fayetteville, Tábor
- Superprestige – Ruddervoorde, Middelkerke
- X²O Trofee – Gesamtwertung / Baal, Brüssel

2023/2024
- Belgischer Meister
- Weltcup – Gesamtwertung / Troyes, Flamanville
- Superprestige – Gesamtwertung / Overijse, Ruddervoorde, Niel, Middelkerke
- X²O Trofee – Kortrijk, Brüssel

2024/2025
- Europameisterschaft
- Weltcup – Antwerpen
- X²O Trofee – Gesamtwertung / Baal

### Straße
2015
- Bergwertung Sint-Martinusprijs Kontich

2018
- Nachwuchswertung Boucles de la Mayenne